# Герб Понте-де-Ліми
Ге́рб По́нте-де-Лі́ми — офіційний символ містечка Понте-де-Ліма, Португалія. Використовується як територіальний герб. У синьому щиті золотий триарковий міст (порт. ponte), що перетинає сам щит по середині. На кінцях мосту дві золоті вежі з пурпурними вікнами, а по центру — золотий лілійний хрест. Низ щита перетятий двома срібними хвилястими смугами. Щит увінчує срібна мурована містечкова корона з чотирма вежами.  Під щитом біла стрічка, на якій великими літерами напис португальською: «vila de Ponte de Lima» (містечко Понте-де-Ліма).  Офіційно затверджений 25 червня 1938 року.  

## Галерея

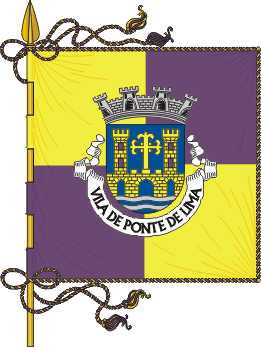
Прапор